# Hogna pulchella
Hogna pulchella är en spindelart som först beskrevs av Eugen von Keyserling 1877.  Hogna pulchella ingår i släktet Hogna och familjen vargspindlar.
Artens utbredningsområde är Colombia. Inga underarter finns listade i Catalogue of Life.